# ناتالي كوكس
ناتالي كوكس (بالإنجليزية: Nathalie Cox)‏ هي عارضة وممثلة بريطانية، ولدت في 1901 بلندن في المملكة المتحدة.

## أعمال

### أفلام
- (2005) مملكة السماء[4][5]
- (2008) جمبر[6]
- (2010) صراع الجبابرة[7][8]
- (2013) المزدوج

## وصلات خارجية
- ناتالي كوكس على موقع IMDb (الإنجليزية)
- ناتالي كوكس على موقع قاعدة بيانات الفيلم (الإنجليزية)